# Torpédoborec typu 052C
Typ 052C (v kódu NATO: třída Luyang II) je třída torpédoborců Námořnictva Čínské lidové osvobozenecké armády. Jejich primárním úkolem je prostorová protivzdušná obrana. Třídu tvoří šest torpédoborců postavených ve dvou skupinách. Tato třída tak představuje první moderní čínské torpédoborce postavené ve více než dvou kusech. První dvě jednotky Lan-čou (170, 兰州) a Chaj-kchou (171, 海口) jsou již v aktivní službě. Další čtyři jednotky druhé série byly do služby zařazeny v letech 2012–2015. Po šesté jednotce této třídy začala výroba plavidel nové vylepšené třídy typu 052D.

## Stavba
V letech 2002–2005 postavila čínská loděnice Ťiang-nan v Šanghaji torpédoborce Lan-čou a Chaj-kchou. Vypadalo to tedy, že se opět bude jednat o dvojčlennou třídu, jak bylo u předchozích tříd čínských torpédoborců obvyklé. V roce 2010 se však objevily snímky z loděnic Jiangnan (součást CSSC – China State Shipbuilding Corporation), zachycující stavbu dalších čtyř jednotek této třídy. Ty byly do služby přijaty v letech 2012–2015.
Jednotky typu 052C:
| Jméno              | Série | Založení kýlu | Spuštěna          | Vstup do služby   | Status  |
| ------------------ | ----- | ------------- | ----------------- | ----------------- | ------- |
| Lan-čou (170)      | 1.    | 2002          | 29. dubna 2003    | 18. října 2005    | aktivní |
| Chaj-kchou (171)   | 1.    | 2002          | 30. října 2003    | 25. února 2006    | aktivní |
| Čchang-čchun (150) | 2.    | 2010          | 28. října 2010    | 31. ledna 2013    | aktivní |
| Čeng-čou (151)     | 2.    | –             | 20. července 2011 | 26. prosince 2013 | aktivní |
| Ťi-nan (152)       | 2.    | –             | leden 2012        | 22. prosince 2014 | aktivní |
| Si-an (153)        | 2.    | –             | 16. června 2012   | 9. února 2015     | aktivní |

## Konstrukce

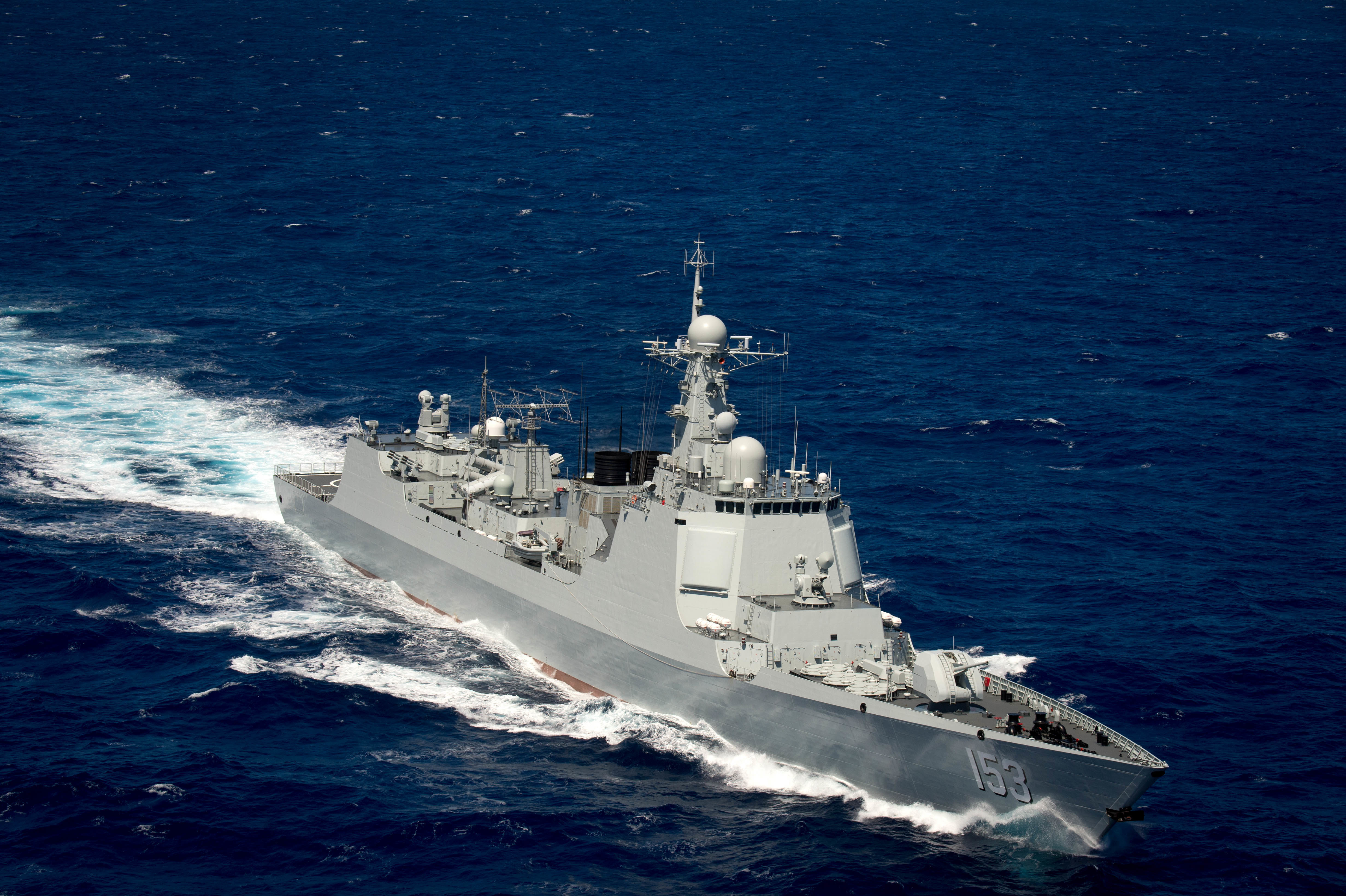
Si-an (153)

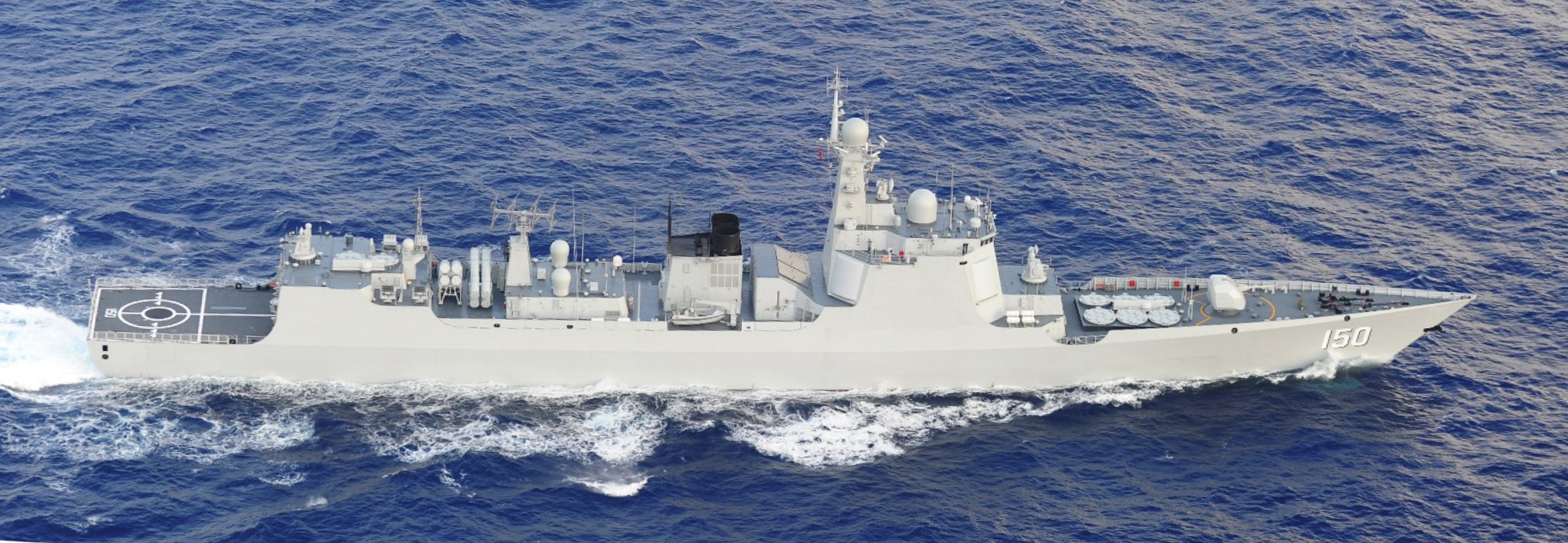
Čchang-čchun (150)

Tato třída vychází z předchozího typu 052B. Liší se především složením elektroniky a výzbroje. V rozích jejich hlavní nástavby jsou umístěny čtyři pevné antény multifunkčních radiolokátorů. Podrobnosti o nich nejsou známy, přesto jsou to první čínská plavidla nesoucí radary této kategorie.
Výrazným pokrokem oproti předcházející třídě je nahrazení raketového systému protivzdušné obrany Štil-1 domácím čínským systémem HQ-9, který je odvozen od ruských střel S-300. Každý torpédoborec tak nese osm šestinásobných vertikálních vypouštěcích sil pro protiletadlové řízené střely HQ-9 (tedy celkem 48 raket). Šest skupin vertikálních vypouštěcích sil se nachází na přídi mezi dělovou věží a můstkem, další dvě jsou na zádi vedle hangáru. Uvádí se, že systém HHO-9 má dosah 120–200 km.
Hlavňovou výzbroj tvoří jeden automatický 100mm kanón H/PJ-87 v dělové věži na přídi. Doplňují ho dva systémy blízké obrany typu 730, každý s jedním sedmihlavňovým 30mm rotačním kanónem. Jeden komplet se nachází na přídi před můstkem a druhý na střeše hangáru. Torpédoborce rovněž nesou osm podzvukových protilodních střel C-602 ve dvou čtyřnásobných kontejnerech. Střely mají dosah okolo 200 km. Na zádi lodí je přistávací paluba a hangár pro uskladnění jednoho protiponorkového vrtulníku Ka-28.
Pohonný systém je koncepce CODOG. Pro ekonomickou plavbu slouží dva diesely Shaanxi-MTU 20V 956 TB92, zatímco v bojové situaci loď pohání pouze dvě ukrajinské plynové turbíny Zorja-Mašroekt DA80/DN80. Pohánějí dva lodní šrouby se stavitelnými lopatkami. Nejvyšší rychlost dosahuje 30 uzlů.